# Deborah Ayorinde
Deborah Olayinka Ayorinde (Londra, 13 agosto 1987) è un'attrice britannica.
È principalmente nota per il ruolo di Livia Emory nella serie televisiva statunitense Loro (2021).

## Filmografia

### Cinema
- La bottega del barbiere 3 (Barbershop: The Next Cut), regia di Malcolm D. Lee (2016)
- Il viaggio delle ragazze (Girls Trip), regia di Malcolm D. Lee (2017)
- Harriet, regia di Kasi Lemmons (2019)

### Televisione
- Terapia d'urto (Necessary Roughness) – serie TV, episodio 1x03 (2011)
- Constantine – serie TV, episodio 1x06 (2014)
- Sleepy Hollow – serie TV, episodio 2x17 (2015)
- Game of Silence – serie TV, episodi 1x02-1x05 (2016)
- Luke Cage – serie TV, 6 episodi (2016)
- The Affair - Una relazione pericolosa (The Affair) – serie TV, episodio 3x08 (2017)
- The Wizard of Lies – film TV, regia di Barry Levinson (2017)
- True Detective – serie TV, episodi 3x07-3x08 (2019)
- The Village – serie TV, 4 episodi (2019)
- Truth Be Told – serie TV, 6 episodi (2021)
- Loro (Them) – serie TV, 18 episodi (2021-in corso)

## Premi e candidature
- Independent Spirit Awards – Candidatura come Miglior performance femminile (2022)

## Doppiatrici italiane
Nelle versioni in italiano delle opere in cui ha recitato, Deborah Ayorinde è stata doppiata da:
- Gaia Bolognesi in Luke Cage
- Veronica Puccio in Harriet
- Guendalina Ward in Loro (st. 1)
- Angela Brusa in Loro (st. 2)